# Kadłub (stacja kolejowa)
Kadłub – nieczynna stacja kolejowa w miejscowości Kadłub, w województwie opolskim, w powiecie strzeleckim, w gminie Strzelce Opolskie, w Polsce.